# Toshiki Koike
Toshiki Koike (født 10. november 1974) er en tidligere japansk fodboldspiller.
Han har spillet for flere forskellige klubber i sin karriere, herunder FC Tokyo.